# Miłosz Matysik
Miłosz Matysik (Białystok, 26 aprile 2004) è un calciatore polacco, difensore dell'Arīs Limassol.

## Carriera
Cresciuto nel settore giovanile dello Jagiellonia, ha esordito in prima squadra il 7 febbraio 2021, nella partita di campionato persa per 2-0 contro il Wisła Cracovia. Il 19 agosto seguente prolunga fino al 2025 con il club giallorosso; il 4 marzo 2022 segna la prima rete tra i professionisti, in occasione dell'incontro di Ekstraklasa pareggiato per 1-1 contro lo Stal Mielec.

## Statistiche

### Presenze e reti nei club
Statistiche aggiornate al 25 settembre 2023.
| Stagione        | Squadra         | Campionato      | Campionato | Campionato | Coppe nazionali | Coppe nazionali | Coppe nazionali | Coppe continentali | Coppe continentali | Coppe continentali | Altre coppe | Altre coppe | Altre coppe | Totale | Totale |
| Stagione        | Squadra         | Comp            | Pres       | Reti       | Comp            | Pres            | Reti            | Comp               | Pres               | Reti               | Comp        | Pres        | Reti        | Pres   | Reti   |
| --------------- | --------------- | --------------- | ---------- | ---------- | --------------- | --------------- | --------------- | ------------------ | ------------------ | ------------------ | ----------- | ----------- | ----------- | ------ | ------ |
| 2020-2021       | Jagiellonia     | EK              | 1          | 0          | CP              | 0               | 0               | -                  | -                  | -                  | -           | -           | -           | 1      | 0      |
| 2021-2022       | Jagiellonia     | EK              | 13         | 1          | CP              | 0               | 0               | -                  | -                  | -                  | -           | -           | -           | 13     | 1      |
| 2022-2023       | Jagiellonia     | EK              | 15         | 0          | CP              | 1               | 0               | -                  | -                  | -                  | -           | -           | -           | 16     | 0      |
| 2023-2024       | Jagiellonia     | EK              | 5          | 0          | CP              | 0               | 0               | -                  | -                  | -                  | -           | -           | -           | 5      | 0      |
| Totale carriera | Totale carriera | Totale carriera | 34         | 1          |                 | 1               | 0               |                    | -                  | -                  |             | -           | -           | 35     | 1      |